# Biscutella bilbilitana
Biscutella bilbilitana Mateo & M.B. Crespo  är en korsblommig växt, som ingår i släktet Biscutella och familjen korsblommiga växter. 
Inga underarter finns listade i Catalogue of Life.

## Habitat
Balearerna och nordöstra Spanien.